# Verlagsgruppe Linus Wittich Medien
Die Verlagsgruppe Linus Wittich Medien ist ein deutscher Verlag, der vor allem kommunale Amtsblätter für zahlreiche Kommunen und Landkreise in Deutschland und in Österreich herausbringt. Rund 950 Städte und Gemeinden (Stand 2023) werden auf diese Weise betreut. Der Verlag gibt die wöchentliche Auflage mit rund sechs Millionen Exemplaren an. Darüber hinaus decken Gesellschaften der Unternehmensgruppe verschiedene verwandte Geschäftsfelder ab.

## Geschichte
Der aus der Nähe von Horb am Neckar stammende Linus Wittich (1929–1985) betrieb Ende der 1950er Jahre in Lützenhardt im Schwarzwald einen Lebensmittelhandel und Gastronomie und druckte für diese Geschäfte eigene Werbematerialien. Die vorhandene Druckausstattung nutzte er auch für sein erstes Amtsblatt-Projekt. Anstoßgeber dazu war der Verleger Günter Lütze aus Reutlingen, der das neue Geschäftsfeld der Herausgabe von kommunalen Amts- und Mitteilungsblättern erschloss und dazu vielerorts mit jungen Lizenznehmern zusammenarbeitete. Einer dieser Lizenznehmer war Linus Wittich, der bald zusammen mit seiner Ehefrau Edith mehrere Amtsblätter herausgab und von Lützenhardt aus auch eine erste Kommune in Rheinland-Pfalz entsprechend betreute.
Kurz darauf verkaufte das Ehepaar sein Lebensmittelunternehmen, zog nach Bendorf nahe Koblenz um und gründete dort 1963 den Primo-Verlag. Dabei handelte es sich um eine von mehreren ähnlichen und oft ebenfalls Primo benannten Gründungen im Lütze-Netzwerk.
1968 wurde eine Druckerei im benachbarten Weitersburg fertiggestellt. 1977 konnte das Unternehmen seinen gewachsenen Raumbedarf in Bendorf nicht mehr befriedigen und zog nach Höhr-Grenzhausen um, wo es bis heute seinen Sitz hat.
Mit seinem Hauptgeschäftszweig expandierte der Verlag in alle deutschen Flächenbundesländer, mit Ausnahme von Baden-Württemberg und Nordrhein-Westfalen. Linus Wittich selbst starb 1985 an einem Herzinfarkt, den er während Verhandlungen zum Aufbau einer Niederlassung im bayerischen Schrobenhausen erlitten hatte. Seine Witwe und seine Kinder führten das Geschäft weiter. Nach der deutschen Wiedervereinigung erweiterte sich das Tätigkeitsgebiet in die neuen Bundesländer. 1998 wurde eine eigene Webseite in den Betrieb genommen. Vom Jahre 2010 an erfolgte verstärkt die Übernahme anderer Verlage, etwa in Bad Neuenahr-Ahrweiler, Horb am Neckar, im saarländischen Mandelbachtal und im bayerischen Forchheim.

## Produkte
Das Hauptprodukt der Unternehmensgruppe stellen die Amts- und Mitteilungsblätter dar, insbesondere für mittlere und kleinere Kommunen, selten für Großstädte.  Linus Wittich Medien bietet den Kommunen als Auftraggebern gegen eine jährliche Pauschalsumme die Möglichkeit, ihre landesgesetzliche Verpflichtung zur Veröffentlichung amtlicher Mitteilungen ohne eigene Redaktions-, Druck- und Verteilungsinfrastruktur zu erfüllen. Als Amtsblatt gelten dabei Publikationen, die im Wesentlichen von den jeweiligen Kommunalverwaltungen gefüllt und von diesen als Herausgeber verantwortet werden. Mitteilungsblätter erscheinen in der Herausgeberschaft von Linus Wittich Medien. Sie umfassen neben dem ebenfalls vorhandenen amtlichen Abschnitt auch Bereiche, die den Inhalten örtlicher Institutionen vorbehalten sind. Die Amts- oder Mitteilungsblätter werden kostenlos an die Haushalte in der jeweiligen Kommune verteilt. Zudem erscheinen die Publikationen auf der Unternehmenswebsite als E-Paper.
Örtliche Vereine, Verbände, Kirchengemeinden, politische Gruppen und ähnliche Institutionen erhalten die Möglichkeit, kostenfrei eigene redaktionelle Beiträge zu veröffentlichen. Dazu wird ein Content-Management-System (CMS) verwendet, in das Vertreter der Kommune bzw. der Institutionen ihre Texte und Bilddateien eingeben. Verlagsseitig erfolgt eine technische Bearbeitung und grobe inhaltliche Kontrolle, jedoch keine redaktionelle Bearbeitung oder Nachrecherche wie in klassischen Zeitungsredaktionen. Dem Verlag zufolge sind 38.000 Inhaltsersteller in dem CMS aktiv. Rund 50.000 Beiträge würden jede Woche eingereicht. Darüber hinaus werden ebenfalls über ein CMS kostenpflichtige gewerbliche, private und Familienanzeigen angenommen. Über das Vertriebssystem mit 8.500 eigenen Zustellern werden auch Werbematerialien anderer Unternehmen verteilt.
Darüber hinaus erscheinen in der Verlagsgruppe auch andere Publikationen mit ähnlich gelagertem Schwerpunkt, beispielsweise Heimatjahrbücher, Tourismusbroschüren und Zeitschriften zur Berufs- und Ausbildungsplatzwahl.
Als elektronisches Medium bietet die Unternehmensgruppe die Mobile App meinOrt an. Diese spielt neben den Artikeln aus den Mitteilungsblättern weitergehende Inhalte aus, beispielsweise einen Mängelmelder.
Weitere Geschäftsfelder sind Remote Publishing unter der Marke LW-Flyerdruck.de und die Online-Jobbörse jobs-regional.de.

## Verbreitungsgebiet
Linus Wittich Medien deckt mit den selbst oder in Kooperation mit Partnern herausgegebenen Amtsblättern einen großen Teil der Fläche der Bundesrepublik ab. Das betrifft in Rheinland-Pfalz die Nordhälfte des Landes flächendeckend und einen Großteil der Kommunen im Süden. Im Saarland werden alle bis auf neun Kommunen abgedeckt. In Bayern umfasst das Verbreitungsgebiet rund 200 Kommunen mit Schwerpunkten in den Regierungsbezirken Schwaben, Oberpfalz, den drei fränkischen Regierungsbezirken und dem Chiemgau. In Hessen wird rund die Hälfte der kreisangehörigen Kommunen bedient, mit Schwerpunkt in Nord- und Mittelhessen. In Niedersachsen umfasst das Verbreitungsgebiet 33 Kommunen, mit Schwerpunkt im Landkreis Celle, in Sachsen-Anhalt fünf Kommunen. In Schleswig-Holstein beschränkt sich die Verbreitung auf drei Ämter. In Mecklenburg-Vorpommern deckt das Verbreitungsgebiet rund drei Viertel der Landesfläche ab. In Brandenburg und Sachsen-Anhalt werden Amtsblätter für jeweils rund 30 Kommunen insbesondere im Süden der beiden Bundesländer herausgegeben. In Sachsen gehören der gesamte Landkreis Bautzen sowie rund 50 weitere Kommunen zum Verbreitungsgebiet. Baden-Württemberg, Nordrhein-Westfalen sowie die drei Stadtstaaten werden nicht mit Amtsblättern bearbeitet.
In Österreich gehört der Osten des Bundeslands Tirol über den Tatzelwurm-Verlag zum Verbreitungsgebiet.

## Unternehmensstruktur
Das Verlagsgeschäft ist in elf regionale Verlagshäuser und vier Druckstandorte in Deutschland und ein Verlagshaus in Österreich gegliedert.
Es existiert keine übergreifende Konzernstruktur. Die Verlagshäuser, die gleichlautend den Namen Linus Wittich Medien KG führen, sind jeweils als Kommanditgesellschaften organisiert. Ausnahme von der Benennung ist die österreichische Tatzelwurm Medien KG. Bei den deutschen Verlagsgesellschaften ist jeweils Edith Wittich-Scholl, die Witwe des Unternehmensgründers, alleinige persönlich haftende Gesellschafterin und die LW Medien GmbH, Höhr-Grenzhausen, Kommanditistin. Die LW Medien GmbH ist eine hundertprozentige Tochtergesellschaft der ITC Industrie und Technologiepark Heckert GmbH, der Betreiberin eines Gewerbeparks in Chemnitz, die über die Gesellschaft Biltex GmbH wiederum Mitgliedern der Familie Wittich gehört. Rechtlich und personell verbunden mit den Verlagsgesellschaften sind neben ITC zudem die Gesellschaften Wittich Immobilien und Dienstleistungen GmbH, die ebenfalls eine hundertprozentige Tochter der ITC Industrie und Technologiepark Heckert GmbH ist, sowie Druckhaus Wittich, Herbstein, Druckhaus Wittich, Föhren und Druckhaus Wittich, Herzberg (Elster). Bei den drei Druckhaus-Gesellschaften ist Michael Wittich alleiniger persönlich haftender Gesellschafter und LW Medien GmbH, Höhr-Grenzhausen, Kommanditistin.

## Soziales Engagement
Die Verlagsgruppe Linus Wittich hat wiederholt die Reiner Meutsch Stiftung FLY & HELP unterstützt.

## Kritik
Im April 2025 wurde im Amtsblatt der Stadt Sebnitz, das von der Verlagsgruppe Linus Wittich verlegt wird, eine Anzeige mit rassistischem und menschenverachtendem Inhalt veröffentlicht. Das Unternehmen bezeichnete die Veröffentlichung als schwerwiegenden Fehler, distanzierte sich öffentlich von der Anzeige und entschuldigte sich. Infolge des Vorfalls beendete die Verlagsgruppe die Geschäftsbeziehung zum Inserenten, leitete arbeitsrechtliche Maßnahmen ein und kündigte an, interne Abläufe zu überprüfen, um ähnliche Vorfälle künftig zu verhindern.